# ダグ・バーガム
ダグラス・ジェームズ・バーガム（英語: Douglas James Burgum, 1956年8月1日 - ）、はアメリカ合衆国の政治家。現在、同国内務長官（第55代）。ノースダコタ州知事（2期）を務めた。
2024年11月、ドナルド・トランプ次期大統領から次期内務長官にすると公表され、2025年1月30日に上院にて賛成多数で承認。